# Brahmina turcestana
Brahmina turcestana är en skalbaggsart som beskrevs av Brenske 1892. Brahmina turcestana ingår i släktet Brahmina och familjen Melolonthidae. Inga underarter finns listade.